# Sint-Elisabethkerk (Gdańsk)
De Sint-Elisabethkerk in Danzig (Pools: Kościół św. Elżbiety w Gdańsku) was van 1622 tot 1820 het tweede kerkgebouw van de Gereformeerde Gemeente van Danzig. Sinds 1971 is de kerk een monument van regionaal belang.

## Beschrijving

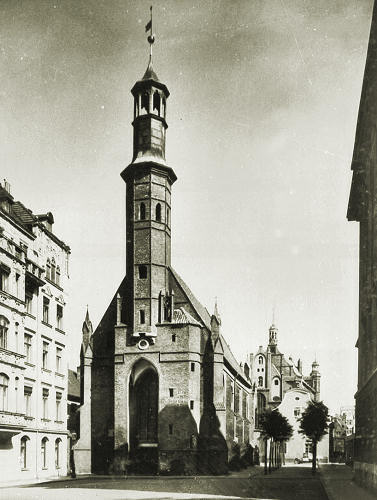
De kerk omstreeks 1900

Het gotische kerkgebouw van baksteen is eenschepig, met een toren aan de voorgevel en een rechthoekige apsis, een stergewelf alsook een zijdelings aangebouwde kapel. In tegenstelling tot de voorgevel is de apsis van een rijk versierde gevel voorzien. Beide zijmuren hebben elk vier vensters. De toren draagt tegenwoordig een eenvoudig tentdak. Zowel het kerkschip als de apsis hebben een met dakpannen gedekt zadeldak. De bronzen ingangsdeur werd in 1987 geplaatst. Op de deur wordt een voorstelling van de kerstening van Polen in het jaar 966 afgebeeld: het woord "chrzest" betekent doop, rechts knielt hertog Mieszko I van Polen en de links voorgestelde bisschop is Adalbert van Praag, die pas 30 jaar later naar Polen kwam.

## Geschiedenis
In de jaren 1393-1394 werd bij het reeds bestaande armenhuis de Sint-Elisabethkapel opgericht. Het armenhuis werd vervolgens een spitaal. De bouw van de huidige Elisabethkerk werd in 1417 voltooid. een klokkentoren werd later toegevoegd.
Tijdens de bouw van de stadsmuren in 1547 moesten enkele spitaalgebouwen worden gesloopt en het kerkhof worden gesloten. De hoofdingang van de kerk werd dichtgemetseld. In 1557 werd de kerk door de Gereformeerde Kerk van Danzig overgenomen, die het gebouw tot 1820 bleef gebruiken. Van 1844 tot 1945 diende de Elisabethkerk als garnizoenskerk. Tegen het einde van de 19e eeuw werden de stadsmuren afgebroken.
Tijdens de Tweede Wereldoorlog liep het gebouw begin april 1945 ernstige schade op. De kerk met de spitaalgebouwen brandden uit. Na de oorlog werd de  kerkruïne overgedragen aan Poolse Pallottijnen. De herbouwde kerk werd in 1947 weer ingewijd, maar de toren werd niet volledig gereconstrueerd. Na de Poolse Oktober in 1956, die in de Volksrepubliek Polen een verlichting van het politieke klimaat bracht, werd het toegestaan om in de jaren 1956-1958 de spitaalgebouwen te herbouwen.
Het interieur van de kerk werd in 1993 grondig gerenoveerd.

## Afbeeldingen

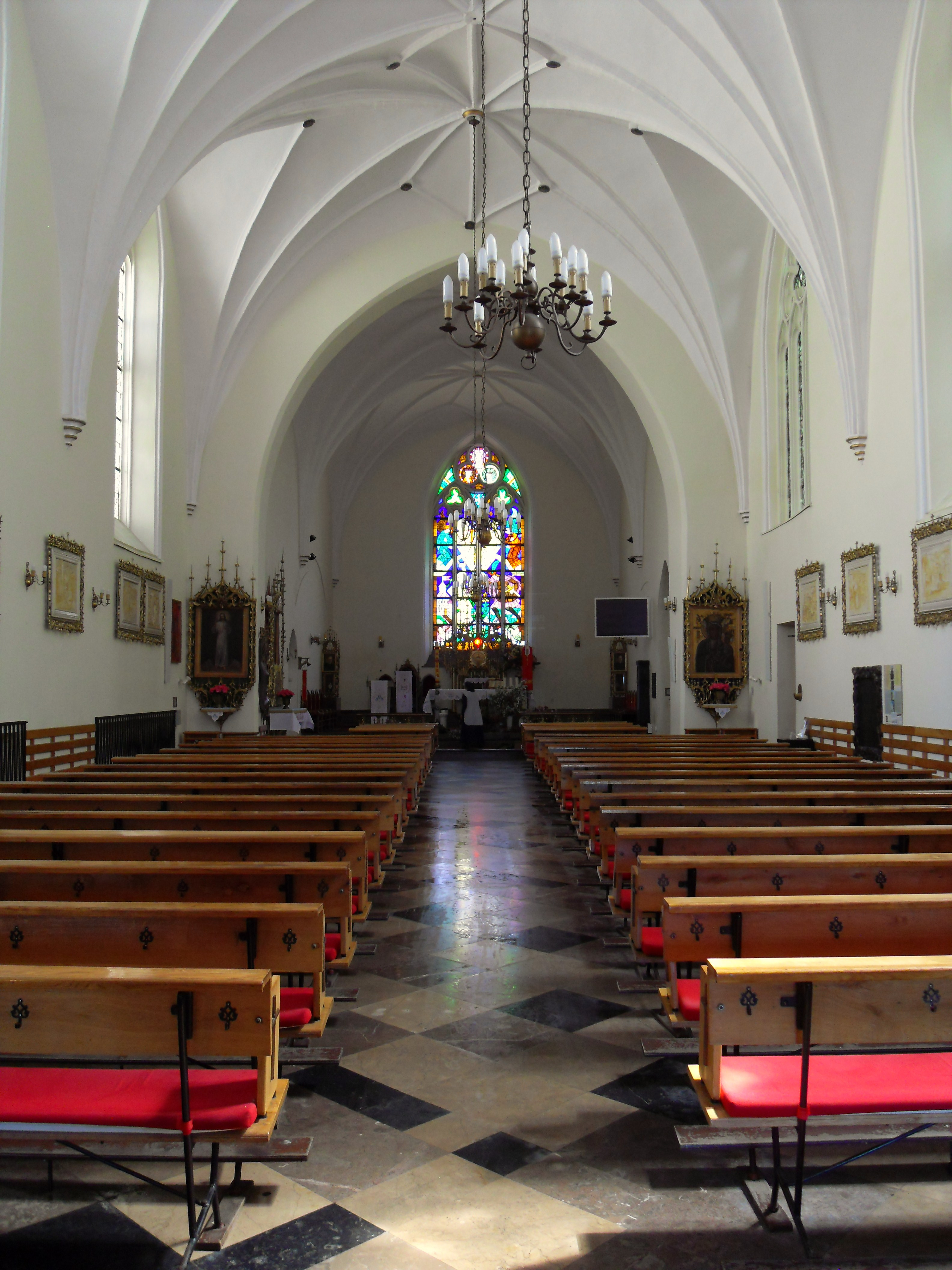
Interieur
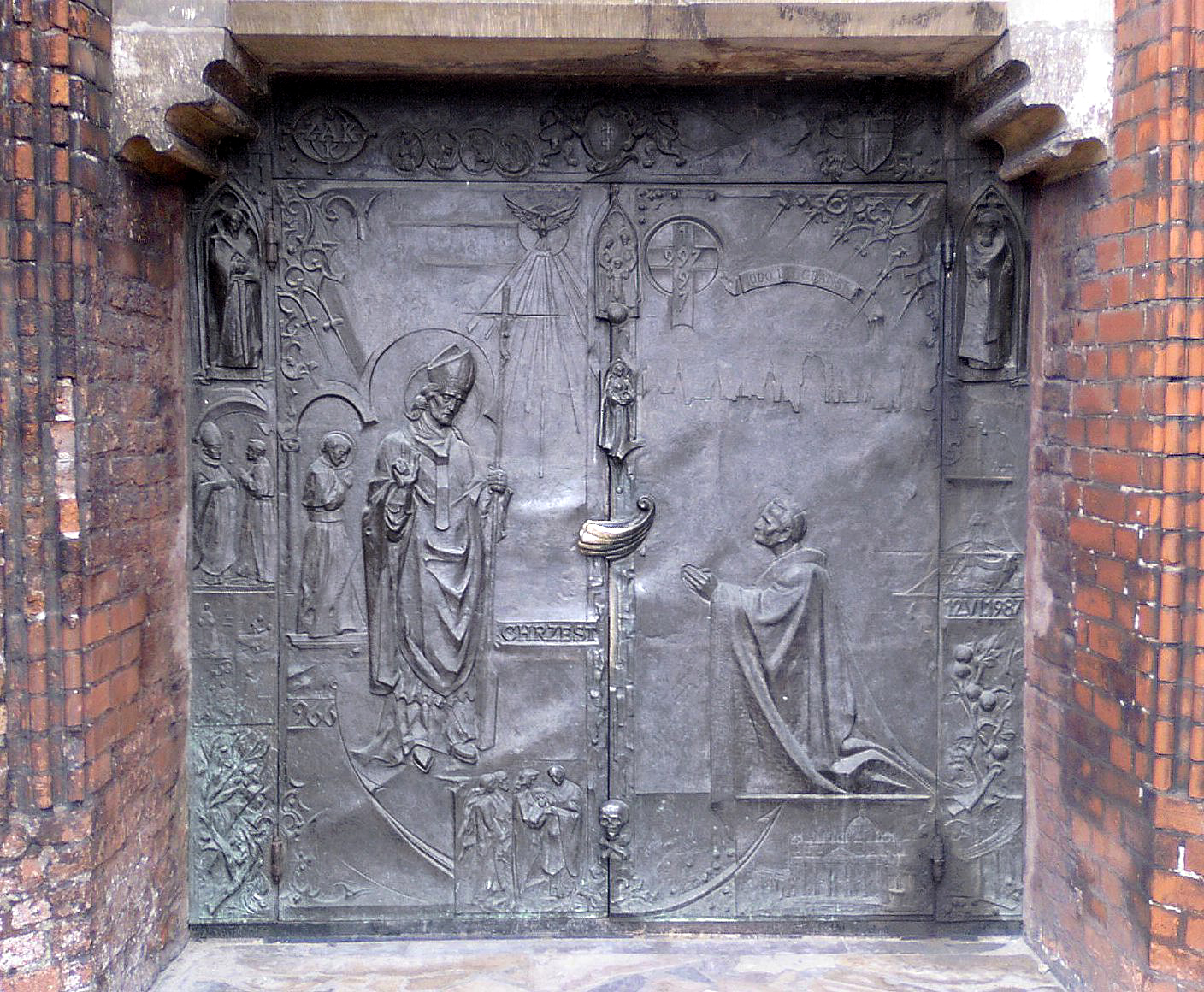
Bronzen portaal